# Lac Saint-Cyr
Lac Saint-Cyr är en sjö i Kanada.   Den ligger i regionen Abitibi-Témiscamingue och provinsen Québec, i den sydöstra delen av landet, 400 km norr om huvudstaden Ottawa. Lac Saint-Cyr ligger 386 meter över havet.
I omgivningarna runt Lac Saint-Cyr växer i huvudsak blandskog. Trakten runt Lac Saint-Cyr är nära nog obefolkad, med mindre än två invånare per kvadratkilometer.